# Lupinica
Lupinica je naselje v Občini Šmartno pri Litiji.